# Mohamed Youssef el-Megaryef
Pour les articles homonymes, voir Youssef.
Mohamed Youssef el-Megaryef (en arabe : محمد المقريف), né en 1940 à Benghazi, est un homme d'État libyen, dirigeant du Parti du front national et président du Congrès général national (chef de l'État) du 9 août 2012 jusqu'à sa démission le 28 mai 2013. Opposant de longue date à Mouammar Kadhafi, il est considéré comme un islamiste modéré.

## Biographie
Originaire de Benghazi, al-Magarief devient ambassadeur de son pays en Inde avant de faire défection en 1980 et de rejoindre un mouvement d'opposition, le Front de salut national libyen. Le 8 mai 1984, il dirige une tentative d'assassinat de Mouammar Kadhafi en attaquant son quartier général qui échoue. 2 000 Libyens sont arrêtés et huit pendus en public[réf. souhaitée].
Revenu dans son pays après de longues années d'exil, il fonde le Parti du front national qui participe aux premières élections au Congrès général national le 7 juillet 2012. Devenu l'un des 200 membres de cette nouvelle assemblée, Mohamed Youssef el-Megaryef est élu par celle-ci le 9 août suivant pour être son premier président. Il l'emporte au second tour de scrutin avec 113 voix contre 85 voix pour l'indépendant Ali Zeidan. Il assume alors de facto la fonction de chef de l'État, même si ses pouvoirs ne sont pas encore définis,.
Le 23 septembre, il annonce la dissolution de toutes les milices non contrôlées par l'État sous 48 heures, deux jours après une manifestation qui a réuni 30 000 personnes à Benghazi, protestant contre les milices armées en culotte blanche et demandant justice pour l'ambassadeur américain J. Christopher Stevens assassiné le 11 septembre à Benghazi. La brigade salafiste Ansar al-Charia, notamment accusée d'y avoir participé, fait partie des quatre brigades islamistes expulsées par les manifestants lors des affrontements du 21 septembre dont le bilan s'élève à 11 morts et 85 blessés.
Le 6 janvier 2013, il est victime d'une tentative d'assassinat. Le 5 mars 2013, sa voiture est attaquée au moment où il quittait une salle de réunion assiégée par des manifestants.
En vertu d'une loi sur l'exclusion de la vie politique des personnes ayant occupé des responsabilités sous le régime de Kadhafi, il remet sa démission le 28 mai 2013. L'indépendant Giuma Ahmed Atigha lui succède par intérim.